# Filialkirche Silberwald

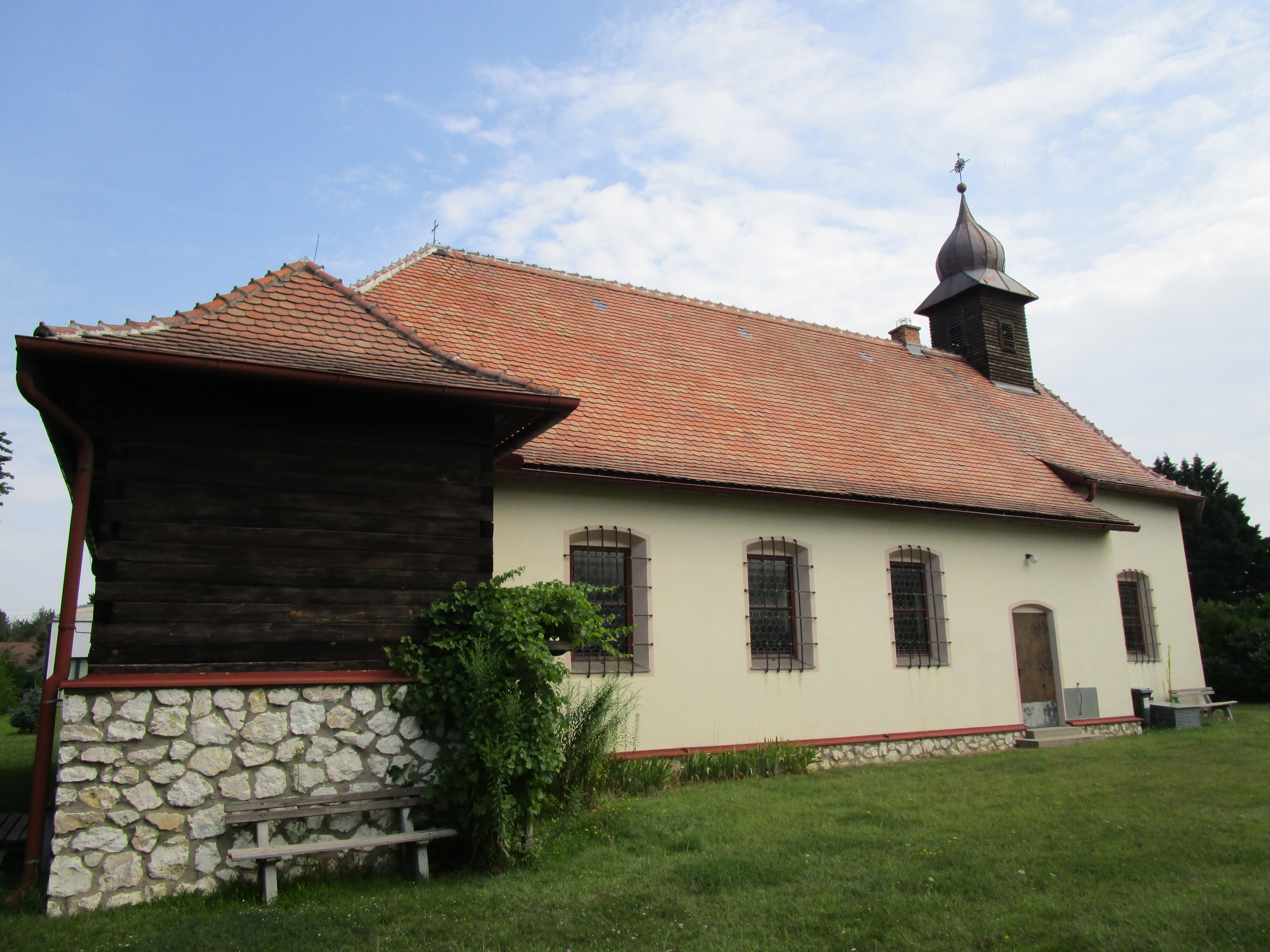
Filialkirche Silberwald Kirchenäußeres

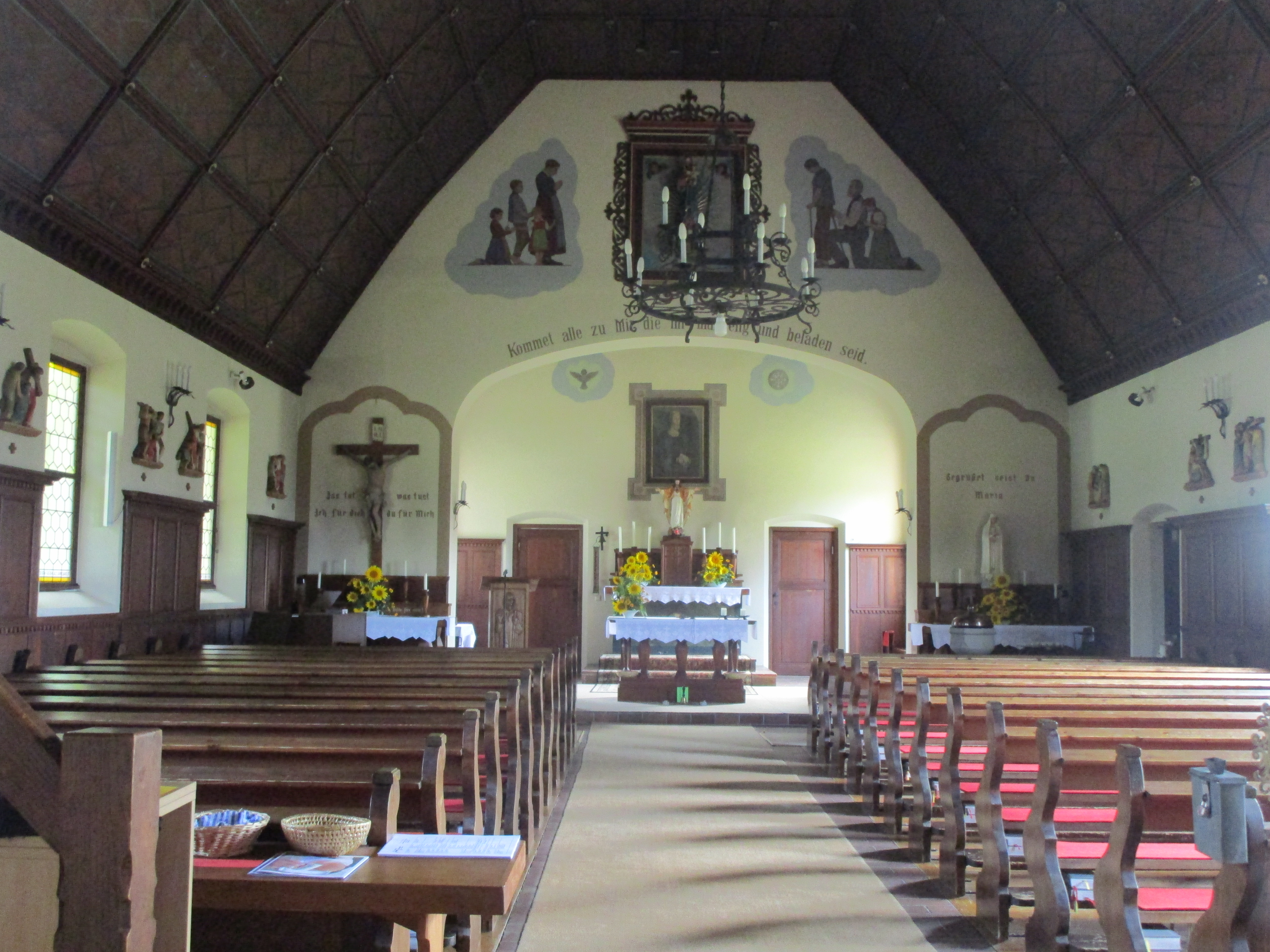
Filialkirche Silberwald Kircheninneres

Die römisch-katholische Filialkirche Silberwald steht im Ortsteil Silberwald in der Gemeinde Strasshof an der Nordbahn im Bezirk Gänserndorf in Niederösterreich. Sie ist dem heiligen Niklaus von Flüe geweiht und gehört zur Pfarre Strasshof an der Nordbahn im Dekanat Gänserndorf im Vikariat Unter dem Manhartsberg der Erzdiözese Wien.

## Lagebeschreibung
Die Kirche steht im Ortsteil Silberwald an der Ecke Hauptstraße/Schubert-Gasse.

## Geschichte
Die Kirche wurde in den Jahren 1951 bis 1953 nach Plänen von Franz Immervoll errichtet. Sie ist die Nachbildung der Oberen Ranftkapelle in Flüeli-Ranft im Kanton Obwalden in der Schweiz.

## Architektur

### Kirchenäußeres
Das Gotteshaus ist ein kleiner historisierender Bau mit bekrönendem Dachreiter.

### Kircheninneres
Das Innere ist großteils aus Holz ausgestaltet. Die Wandmalereien stammen von Josef Fischer.

## Ausstattung
Über dem schlichten Hochaltar hängt ein Bild des heiligen Nikolaus von der Flüe.

## Geläut
Die Glocke wurde 1760 gegossen.